# Amblyaspis pallipes
Amblyaspis pallipes är en stekelart som först beskrevs av Alan John Harrington 1900.  Amblyaspis pallipes ingår i släktet Amblyaspis och familjen gallmyggesteklar. Inga underarter finns listade i Catalogue of Life.